# Wang Hsiang-Wen
Wang Hsiang-Wen es una deportista taiwanesa que compitió en judo. Ganó una medalla de bronce en el Campeonato Asiático de Judo de 2001, en la categoría de –70 kg.

## Palmarés internacional
| Representando a China Taipéi |                       |                   |           |
| Campeonato Asiático          |                       |                   |           |
| Año                          | Lugar                 | Medalla           | Categoría |
| 2001                         | Ulán Bator (Mongolia) | Medalla de bronce | –70 kg    |